# Blaster Master: Enemy Below
Blaster Master: Enemy Below (メタファイトＥＸ?, Metafight EX) è un videogioco a piattaforme sviluppato da Sunsoft e pubblicato nel 2000 per Game Boy Color.
Nel 2011 il gioco è stato distribuito tramite Virtual Console per Nintendo 3DS. Nel 2023 viene incluso tra i giochi disponibili su Nintendo Switch Online.